# Graziano (Sänger)
Graziano Facchini (* 12. November 1968 in Bozen, Südtirol), Künstlername Graziano, ist ein Südtiroler Sänger des volkstümlichen Schlagers.

## Karriere
Facchini stammt aus einer italienischsprachigen Familie und wuchs am Gardasee auf. Mit vier Jahren nahm er an Zecchino d’oro, dem größten Gesangswettbewerb für Kinder im italienischen Fernsehen, teil. Später lernte er Schlagzeug und Keyboard und besuchte das Musikkonservatorium in Bozen.
Danach trat er jahrelang als Musiker auf und arbeitete als Musiklehrer für Kinder. 2004 wurde er vom Schlagerproduzenten Luis Stuflesser (Die Ladiner, Oswald Sattler, Vincent & Fernando) entdeckt. Graziano wechselte zum deutschsprachigen Schlager und veröffentlichte im Jahr darauf seine erste Single Amore mio, ich bin dir nah. 2007 erschien sein Debütalbum Für alle Frauen, das ihm zu Auftritten in Schlagersendungen und -veranstaltungen im deutschsprachigen Raum verhalf. Daneben ist er auch als Songschreiber erfolgreich und ist als Autor unter anderem an Ich schenk dir Liebe beteiligt, mit dem Vincent & Fernando beim Grand Prix der Volksmusik 2006 den zweiten Platz belegten.
2009 erschien das zweite Album von Graziano, Romantica, mit dem er erstmals in die österreichischen Charts einzog. Das 2011 erschienene Album Nie wieder einsam erreicht Platz 13 der Charts in Österreich. 2013 erschien die Doppel-CD mit DVD Meine schönsten Liebeslieder als letzte Produktion bei seiner bisherigen Plattenfirma MCP Sound & Media.
Im Oktober 2014 erschien das Album Ein Traum für Zwei bei seinem neuen Label GEDO MEDIA. MCP Sound & Media veröffentlichte im Mai 2015 das Album Italo Gold, auf dem er erstmals bekannte Hits in seiner italienischen Muttersprache singt.

## Diskografie
Alben
- Für alle Frauen (2007)
- Romantica (2009)
- Nie wieder einsam (2011)
- Meine Schönsten Liebeslieder (2013) – Doppel-CD + DVD
- Ein Traum für Zwei (2014)
- Italo Gold (2015)
- Das Beste und noch mehr (2015)
- Winteremotionen (2016)
- Romatik Pur (2017)
- Ich sag Ti amo (2018)
- Amore braucht die Welt (2019)
- Per sempre amore (2022)

Singles
- Amore mio, ich bin dir nah (2005)
- Wir tanzen mit den Sternen (2007)
- Dich zärtlich lieben (2007)
- Wenn die Sonne morgen scheint (2007)
- In einer schöneren Welt (mit Belsy, 2008)
- Liebe ohne Tränen gibt es nicht (2009)
- Nie wieder einsam (2011)
- Verena (2011)
- Samba D’amor (2011)
- Diese eine große Liebe (2011)
- Herz an Herz (2011)
- Ein Traum für Zwei (2014) – Radiosingle